# Santa with Muscles
Santa with Muscles is een Amerikaanse film uit 1996 met professioneel worstelaar Hulk Hogan in de hoofdrol.
Hulk Hogan, denkt na het krijgen van geheugenverlies, dat hij Santa Claus is en gaat eropuit om de slechteriken in elkaar te slaan om zo een weeshuis te redden. In de film spelen ook Mila Kunis en Clint Howard een rol. Op de IMDb, is het de nummer 40 (vanaf 22 juli 2008) in de "top 100 van slechtste films". Deze top 100 is opgebouwd aan de hand van de stemmen van de gebruikers van IMDb.
De film zorgde ook voor de eerste samenwerking tussen Mila Kunis en Don Stark van That 70's Show.

## Tabel cast
| Acteur          | Personage          |
| --------------- | ------------------ |
| Hulk Hogan      | Blake Thorn        |
| Don Stark       | Lenny              |
| Robin Curtis    | Leslie             |
| Garrett Morris  | Clayton            |
| Aria Curzon     | Elizabeth          |
| Adam Wylie      | Taylor             |
| Mila Kunis      | Sarah              |
| Clint Howard    | Hinkley            |
| Steve Valentine | Dr. Blight         |
| Ed Begley jr.   | Ebner Frost        |
| William Newman  | Chas               |
| Ed Leslie       | Sumo Lab Assistant |
| Brenda Song     | Susan              |
| Pete Antico     | Nose Ring          |